# Gijón Mariners 2017
Questa voce raccoglie le informazioni riguardanti i Gijón Mariners nelle competizioni ufficiali della stagione 2017.

## LNFA Serie B 2017

### Stagione regolare
| 21 gennaio 2017, ore 15:00 | Gijón Mariners | 12 – 14 referto | Las Rozas Black Demons |  |

| 29 gennaio 2017, ore 11:00 | Coyotes de Santurtzi | 19 – 33 referto | Gijón Mariners |  |

| 12 febbraio 2017, ore 12:00 | L'Hospitalet Pioners | 19 – 35 referto | Gijón Mariners |  |

| 4 marzo 2017, ore 16:00 | Gijón Mariners | 0 – 19 referto | Osos de Rivas |  |

| 11 marzo 2017, ore 17:00 | Las Rozas Black Demons | 50 – 30 referto | Gijón Mariners |  |

| 25 marzo 2017, ore 16:00 | Gijón Mariners | 27 – 3 referto | Coyotes de Santurtzi |  |

| 1º aprile 2017, ore 16:00 | Gijón Mariners | 19 – 22 referto | L'Hospitalet Pioners |  |

| 29 aprile 2017, ore 16:00 | Osos de Rivas | 21 – 34 referto | Gijón Mariners |  |

## Statistiche di squadra
| Competizione      | %Vittorie | In casa | In casa | In casa | In casa | In casa | In casa | In trasferta | In trasferta | In trasferta | In trasferta | In trasferta | In trasferta | Totale | Totale | Totale | Totale | Totale | Totale |
| Competizione      | %Vittorie | G       | V       | N       | P       | Pf      | Ps      | G            | V            | N            | P            | Pf           | Ps           | G      | V      | N      | P      | Pf     | Ps     |
| ----------------- | --------- | ------- | ------- | ------- | ------- | ------- | ------- | ------------ | ------------ | ------------ | ------------ | ------------ | ------------ | ------ | ------ | ------ | ------ | ------ | ------ |
| Stagione regolare | .500      | 4       | 1       | 0       | 3       | 58      | 58      | 4            | 3            | 0            | 1            | 132          | 109          | 8      | 4      | 0      | 4      | 190    | 167    |
| Totale            | .500      | 4       | 1       | 0       | 3       | 58      | 58      | 4            | 3            | 0            | 1            | 132          | 109          | 8      | 4      | 0      | 4      | 190    | 167    |